# Pierre Seignette
Pierre Seignette (ur. 4 grudnia 1660 w La Rochelle, zm. 11 marca 1719 tamże) – francuski lekarz, członek Francuskiej Akademii Nauk.
Medycynę ukończył w protestanckim uniwersytecie Académie de Saumur w Saumur, po studiach najprawdopodobniej zmienił wyznanie na katolickie i został przyjęty do kolegium lekarzy w La Rochelle. Był nadwornym lekarzem króla Ludwika XIV, a następnie regenta Filipa II Burbona-Orleańskiego. Badał wody termalne w Pirenejach.
Przypisuje mu się błędnie wynalezienie soli winianu sodowo-potasowego zwanej solą Seignette’a, która w rzeczywistości została wynaleziona przez jego ojca Elie Seignette.